# أندي تيل
أندي تيل (بالإنجليزية: Andy Till)‏ مواليد 22 أغسطس 1963 في لندن، إنجلترا، هو ملاكم محترف بريطاني سابق صنّف ضمن فئة وزن خفيف المتوسط.

## إحصائيات
خاض خلال مسيرته 24 نزالا، فاز في 19 ولم يتعادل وخسر في 5. فاز بالضربة القاضية في 9 نزالات.

## روابط خارجية
- أندي تيل على موقع بوكس ريك (الإنجليزية) (registration required)